# میا بوسه‌وین
میا بوسه‌وین (انگلیسی: Mia Boissevain؛ ۸ فوریه ۱۸۷۸ – ۸ مارس ۱۹۵۹) نرم‌تن‌شناس و فمینیست اهل پادشاهی هلند بود. او از مجریان کنگره بین‌المللی زنان لاهه در جنگ جهانی اول بود.